# Kihavah-huravalhi
Kihavah-huravalhi is een van de onbewoonde eilanden van het Baa-atol behorende tot de Maldiven.